# Economía demográfica

Mapa de países por PIB per cápita en el año 2015 según datos del Fondo Monetario Internacional.

La economía demográfica o economía de la población es la aplicación del análisis económico a la demografía, el estudio de las poblaciones humanas, incluido el tamaño, el crecimiento, la densidad, la distribución y las estadísticas vitales.

## Aspectos
Los aspectos del tema incluyen
- matrimonio y fertilidad[1][3][4][5][6][7][8][9][10]
- la familia[11][12][13][14][15][16][17]
- divorcio[18][19][20]
- morbilidad[21] y esperanza de vida/mortalidad[22][23][24]
- ratios de dependencia[25][26][27]
- migración[28][29][30]
- crecimiento de la población[31][32][33][34][35][36][37][38]
- tamaño de la población[39][40][41]
- políticas públicas[42][43][44][45][46][47][48]
- la transición demográfica de la "explosión demográfica" a la estabilidad (dinámica)[49] o declive.[50][51][52]

Otros subcampos incluyen la medición del valor de la vida y la economía de los ancianos y los discapacitados y del género, Raza, minorías y discriminación no laboral. En cobertura y subcampos, complementa la economía laboral e implica una variedad de otras materias económicas.

## Revistas
- Demography : alcance y enlaces para publicar contenidos y resúmenes
- Journal of Population Economics: Objetivos y alcance y declaración del 20 aniversario , 2006.
- Population and Development Review : objetivos y enlaces de resúmenes y suplementos.
- Population Bulletin : cada número sobre un tema de población actual.
- Population Studies : objetivos y alcance.
- Review of Economics of the Household

## Subáreas
Los códigos de clasificación del Journal of Economic Literature son una forma de categorizar materias en economía. Allí, la Economía Demográfica se empareja con la Economía Laboral como una de las 19 clasificaciones primarias en JEL: J. Tiene 8 subáreas, que se enumeran a continuación con enlaces de código JEL a los correspondientes enlaces de vista previa de artículos disponibles de The New Palgrave Dictionary of Economía (2008) En línea:
JEL: J10 (todos) - General
JEL: J11 - Tendencias y pronósticos demográficos
JEL: J12 - Matrimonio; Disolución matrimonial; Estructura familiar
JEL: J13 - Fertilidad; Planificación familiar; Cuidado de los niños; Niños; Juventud
JEL: J14 - Economía de los ancianos; Economía de los discapacitados
JEL: J15 - Economía de minorías y razas; Discriminación no laboral
JEL: J16 - Economía del género; Discriminación no laboral
JEL: J17 - Valor de la vida; Ingresos perdidos
JEL: J18 - Políticas públicas